# Kamov Ka-52
Kamov Ka-52 Alligator (v kódu NATO: „Hokum-B“) je ruský dvoumístný bitevní vrtulník, schopný operací za každého počasí, odvozený z jednomístného typu Kamov Ka-50 (v kódu NATO: „Hokum-A“). Prototyp byl zalétán léta 1997 a v roce 2010 převzala ruská armáda první čtyři operační kusy. Ruské ozbrojené síly zatím objednaly 30 strojů.[zdroj?]
Pro Ruskem objednané vrtulníkové výsadkové lodě třídy Mistral byla vyvinuta palubní verze Ka-52K. Po stornování dodání plavidel Francií a prodeji obou postavených výsadkových lodí Egyptskému námořnictvu bylo Egyptem objednáno 46 bitevních vrtulníků Ka-52K.

## Vývoj

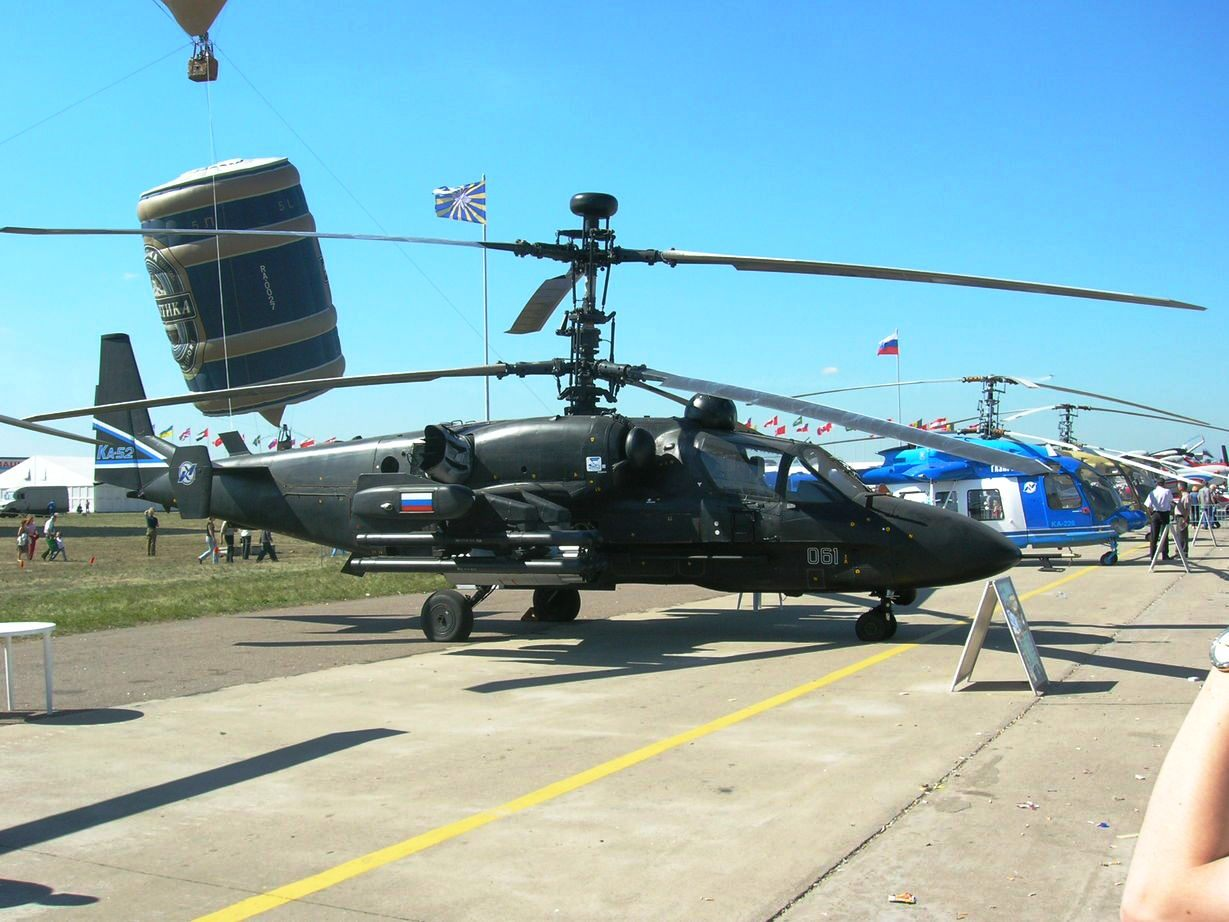
První prototyp na přehlídce MAKS 2005

Kořeny tohoto typu lze hledat v 70. letech 20. století, kdy ruské velení začalo uvažovat o vývoji náhrady bitevního vrtulníku Mil Mi-24. Od počátku 80. let pak začaly konstrukční kanceláře Mil a Kamov pracovat na svých projektech nových bitevních vrtulníků, ze kterých vzešly typy Kamov Ka-50 a Mil Mi-28. Jednomístný Ka-50 se stal vítězem soutěže, jeho operační zkoušky v letech 1999–2000 však vedly k požadavku na vývoj dvoumístného vrtulníku uzpůsobeného pro noční operace (pilot Ka-50 byl značně přetížený i při operacích ve dne). Kamov proto nabídl od roku 1994 vyvíjenou dvoumístnou verzi Ka-50 označenou Ka-52. U ní byla přepracována zejména přední část stroje (Mil přitom pracoval na noční verzi Mi-28N).
První prototyp Ka-52, upravený ze sériového Ka-50, se představil v roce 1996 na zbrojní výstavě Aero India 96 (Indie je potenciálním zahraničním uživatelem typu). Prototyp poprvé vzlétl 25. července 1997. Druhý prototyp byl pro nedostatek finančních prostředků zalétán teprve 27. června 2008 a třetí v říjnu 2008. Ruské letectvo si přitom jako hlavní typ vybralo stroje Mil Mi-28N, přesto ale zadalo výrobu obou konkurentů. Ka-52 má přitom sloužit zejména pro speciální operace armády a pro potřeby ruského námořnictva, které je hodlalo provozovat z paluby čtyř objednaných výsadkových lodí třídy Mistral.
První čtyři bitevní vrtulníky Ka-52 převzala ruská armáda dne 28. prosince 2010; stroje byly zařazeny ke 4. středisku bojové přípravy a výcviku leteckého personálu. Do roku 2012 by mělo být dodáno všech prozatím objednaných 30 kusů. Vývoj vrtulníků ale stále pokračuje. Aktuálně je trápí zejména nízká životnost speciálního avionického a optoelektronického vybavení.

## Konstrukce

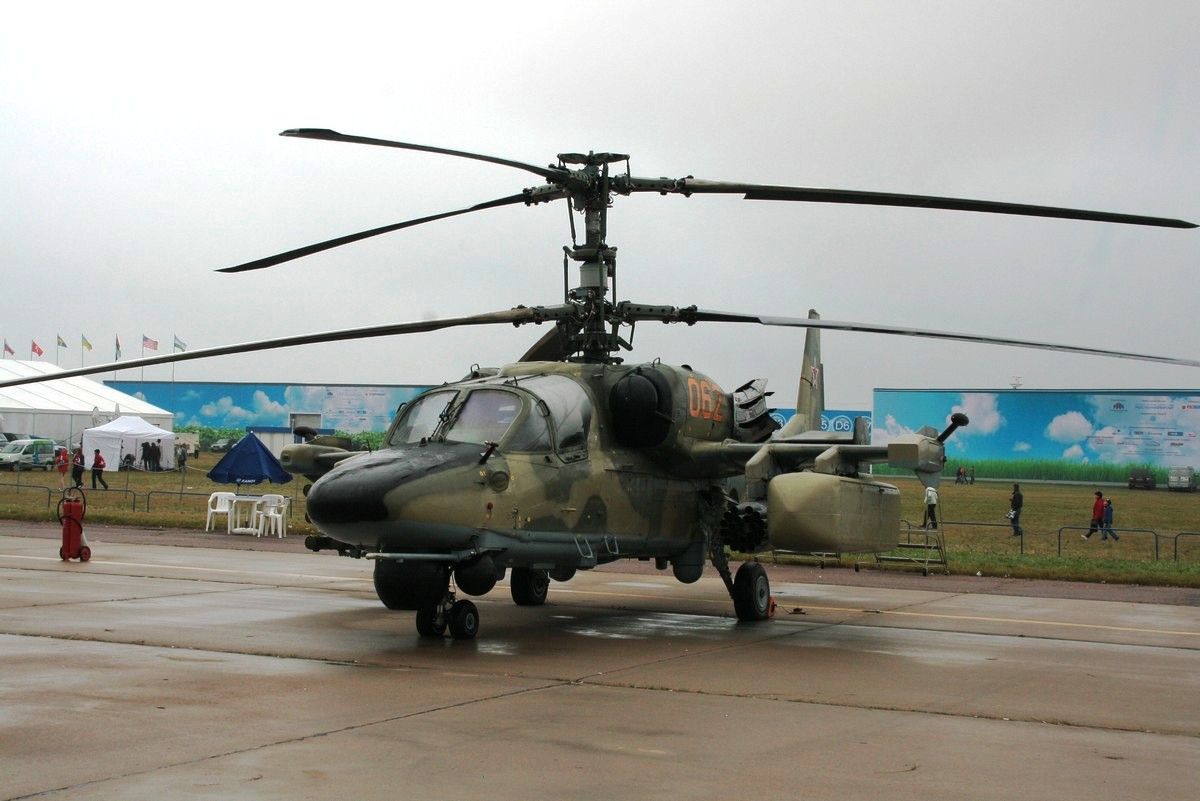
Pokročilejší verze Ka-52 na přehlídce MAKS 2009

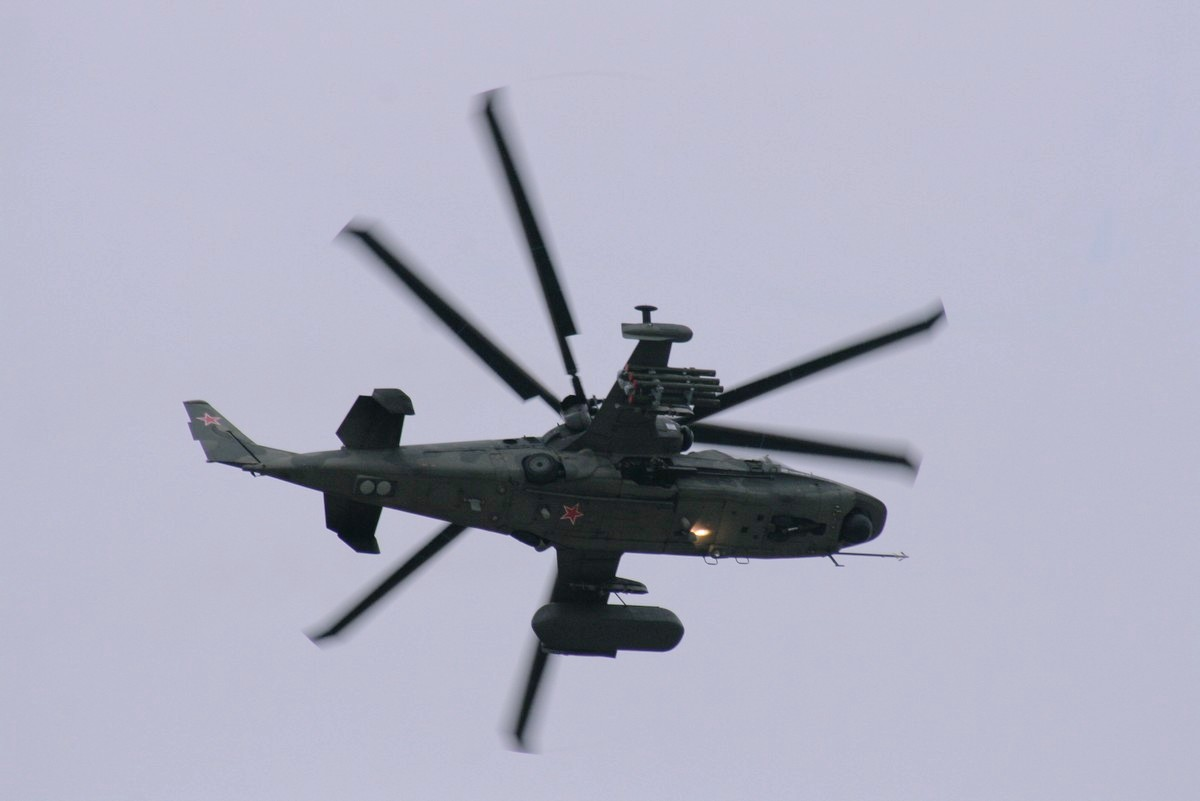
Kamov Ka-52 na výstavě MAKS 2009

Ka-52 je vybaven multifunkčním elektronickým letovým, navigačním a zbraňovým systémem, má pasivní i aktivní vyhledávací systémy, které umožňují lokalizovat a zničit cíle za všech povětrnostních podmínek, ve dne i v noci.
Z typu Ka-50 byla převzata střední a zadní část vrtulníku (oba typy sdílí až 80 % konstrukčních dílů a skupin). Přední část trupu obsahuje dvoumístnou kabinu s vystřelovacími sedačkami Zvezda K-37-800 umístěnými vedle sebe. Posádku vrtulníku tvoří dvě osoby. První je pilot-velitel stroje a druhou pilot-navigátor-operátor zbraňového systému. Oba mají k dispozici plnohodnotné řízení, čtyři multifunkční displeje a dva menší displeje (velitel má též průhledový displej HUD).
V kulovém pouzdru pod přídí je elektro-optický pozorovací systém TOES-520 vybavený televizní a termovizní kamerou. Vrtulník je dále vybaven centrálním bojovým systémem Argument-2000 (piloti mají přilbové zaměřovače), systémem ochrany vrtulníku L370 Vitebsk a zbraňovým řídícím systémem SUO-806P. Palubní radiolokátor je typu Phazotron Arbalet-52.
Základní výzbrojí vrtulníku je rychlopalný kanón 2A42 ráže 30 mm s celkovou zásobou 470 nábojů, umístěný na pravoboku; dále může nést až 2 000 kg podvěsné výzbroje na čtyřech podkřídlových závěsnících a dvou závěsnících na koncích křídel. Neseny mohou být například bloky neřízených raket, kulometné a kanónové kontejnery, bomby a pumové kontejnery, protitankové řízené střely 9M120/9M220 Ataka, protizemní střely Ch-25ML či protiletadlové řízené střely Igla-V a R-73. Na koncích křídel jsou umístěny rovněž výmetnice klamných cílů.
Vrtulník pohánějí dva turbohřídelové motory Klimov VK-2500 o maximálním výkonu po 1 987 kW. Motory roztáčí dva souosé protiběžné rotory o průměru 14,5 m, každý s trojicí kompozitových listů; je to řešení typické pro vrtulníky společnosti Kamov. Palivo je neseno ve dvou samosvorných hlavních nádržích, přičemž je možné podvěsit též čtyři přídavné palivové nádrže.

## Uživatelé
Egypt
- Egyptské vojenské letectvo

 Rusko
- Vojenské vzdušné síly Ruské federace
- Ruské námořní letectvo

 Čína
- Letectvo Námořnictva Čínské lidové osvobozenecké armády objednalo roku 2021 36 kusů verzí Ka-52K Katran nebo Ka-52M[7]

## Bojové nasazení
Stroje byly nasazeny ruskou armádou při ruské invazi na Ukrajinu. Dle serveru Insider jich od počátku konfliktu do srpna 2023 Ukrajinci zničili nebo poškodili čtyřicet dva.
Dne 24. června 2023 byl jeden Ka-52 během potlačování vzpoury Wagnerovy skupiny sestřelen povstalci.
Akce ruských Aligátorů proti ukrajinským tankům přispívají ke zpomalení postupu jednotek, zapojených do ukrajinské ofenzivy, probíhající od 10. června 2023; podle editora zahraniční rubriky Juliana Borgera (The Guardian) se na váznoucí operaci podepisují minová pole obránců i přecenění role tanků – ty byly zastaveny minovými poli, protitankovými střelami vypalovaných ze zákopů a zejména z vrtulníků Ka-52; stroje nesou rakety s dostřelem až 15 km a díky termovizi operují i v noci. Ukrajina nedisponuje vzdušnou převahou v místě útoku, jež by zabránila Kamovům ukrajinské tanky ostřelovat. Český bezpečnostní analytik Jan Kofroň zmínil, že vysunutí větších prostředků PVO až na linii dotyku za účelem eliminace Kamovů, představuje velké riziko; protivzdušná obrana by se tím stala velmi zranitelnou.

## Verze

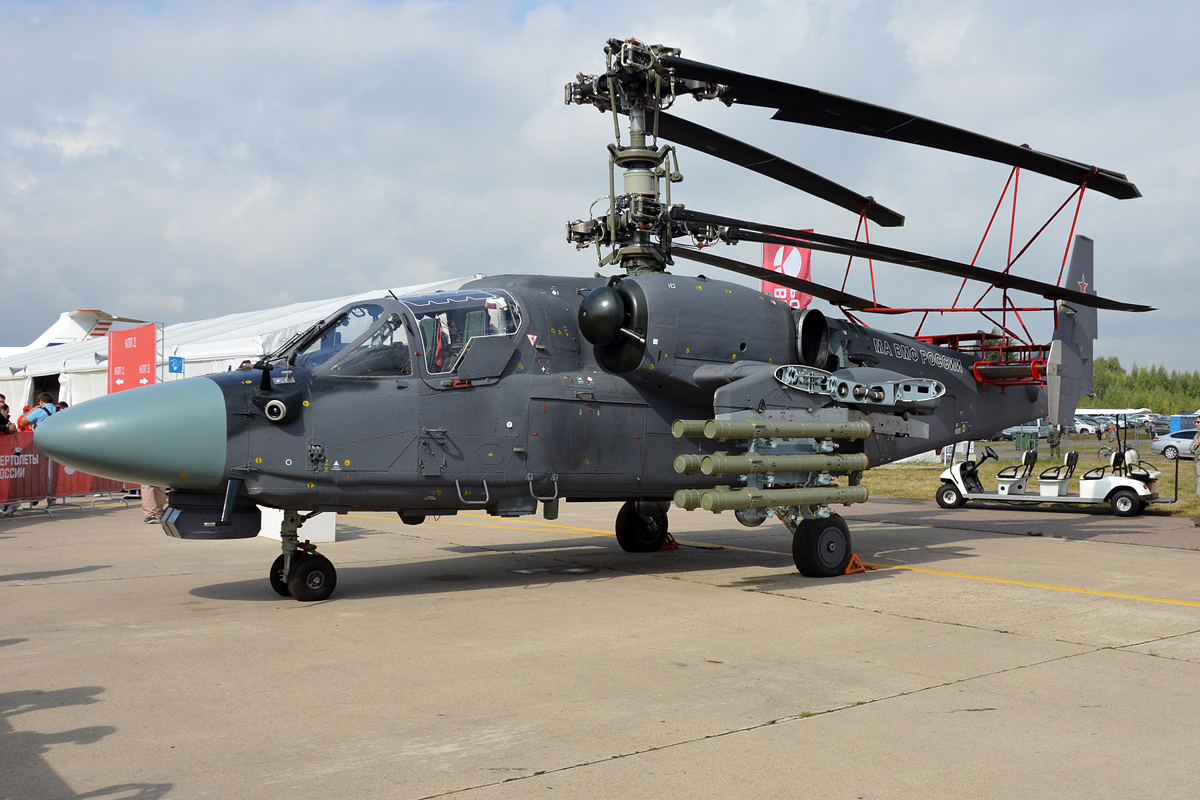
Kamov Ka-52K

- Kamov Ka-52K Katran – námořní verze pro provozování na válečných lodích (skládací rotory a křídla, zodolněný podvozek)
- Kamov Ka-52M – modernizovaná verze

## Specifikace (Ka-52 Alligator)

### Technické údaje
- Posádka: 2
- Rozpětí křídel: 7,3 m
- Délka trupu: 14,5 m
- Výška: 4,90 m
- Vzletová hmotnost: 10 400 kg
- Max. vzletová hmotnost : 11 300 kg
- Pohonná jednotka: 2× turbohřídelový motor Klimov TV3-117MVA
- Výkon pohonné jednotky: 1 638 kW

### Výkony
- Cestovní rychlost: 270 km/h
- Maximální rychlost: 300 km/h
- Dolet: 500 km
- Praktický dostup: 5 300 m
- Statický dostup: 4 350 m

### Výzbroj
- 1× rychlopalný kanón ráže 30 mm
- 2 000 kg podvěšené výzbroje

## Nehody
Katastrofa ze 16. září 2017: při  vojenském cvičení Západ 2017 v Leningradské oblasti, ruský vrtulník Ka-52 sám od sebe odpálil tři neřízené vzdušné střely S-8, a to když se přiblížil k cíli. Rakety explodovaly přímo vedle přihlížejících diváků, vojenských přidělenců, specialistů vojensko-průmyslového komplexu a novinářů; při výbuchu byli v troskách zraněni tři lidé. Byly také poškozeny dva vojenské nákladní automobily, (řídicí vozidlo Leer-3 RB-341V UAV).
7. května 2018 v Sýrii ruské letectvo ztratilo vrtulník Ka-52 se dvěma piloty.